# Ruellia lactea
Ruellia lactea är en akantusväxtart som beskrevs av Antonio José Cavanilles. Ruellia lactea ingår i släktet Ruellia och familjen akantusväxter. Inga underarter finns listade i Catalogue of Life.